# Макс фон Гоффінгер
Макс фон Гоффінгер (нім. Max von Hoffinger; 12 квітня 1884, Відень — 8 грудня 1953, Бад-Ішль) — австро-угорський дипломат. Генеральний консул Австро-Угорщини в Києві (1918).

## Життєпис
Народився 12 квітня 1884 року у Відні. Закінчив Віденський університет.
З 1906 року на дипломатичній службі в МЗС Австро-Угорщини.
У 1918 році — Генеральний консул Австро-Угорщини в Києві (Українська Держава).
У 1919—1925 рр. — тимчасовий повірений у справах Австрії в Белграді (Сербія)
У 1925—1928 рр. — посол Австрії в Берні (Швейцарія)
У 1928—1932 рр. — Повноважний міністр Австрії в Берні (Швейцарія)
У 1932—1936 рр. — посол Австрії у Варшаві (Польща).
З 1 січня 1937 по 11 березня 1938 рр. — Начальник відділу Німеччини МЗС Австрії.

## Автор праць
- Herr von Papen und St. Augustin, Erinnerungen zu dem Erinnerungsbuch Franz v. Papens, in: Die Furche v. 21.2. 1953, 5 f. ;
- ders., «Wie war es möglich?» Gedanken zu Arnold Brechts «Vorspiel zum Schweigen — Das Ende der deutschen Republik», ebdt., 9.4.1949, 4f